# Chroniques de l'ère Xenozoïque
Chroniques de l'ère Xenozoïque (titre original Xenozoic Tales) est une série américaine de comic books portant sur un futur post-apocalyptique. Cette bande dessinée, écrite et dessinée par Mark Schultz, est publiée aux États-Unis à partir de 1986 par Kitchen Sink Press. La série reste inachevée, courant sur 14 épisodes, et connaissant un destin éditorial mouvementé, passant par plusieurs éditeurs.
En France, la série est traduite et éditée par l'éditeur Glénat dans la collection Comics USA en six tomes de décembre 1988 à 1993, puis rééditée en noir et blanc par les éditions Akileos en 2006. Cette seconde édition est en deux tomes.

## L'univers post-apocalyptique
La Terre a été ravagée par la pollution. Afin d'y échapper, les hommes se sont enterrés dans des villes souterraines pendant de nombreuses générations. À leur sortie de ces refuges, ils se rendent compte que la planète a été colonisée par des formes de vie précédemment éteintes, en particulier par des dinosaures. Dans cette « ère xénozoïque », ils tentent de se faire une place à la surface de la Terre en se réappropriant la technologie abandonnée par leurs lointains ancêtres. 
À l'époque du récit, les hommes sont organisés en cités-états rivales qui tentent de coloniser l'intérieur du continent.

## Les personnages
Les personnages principaux de la série sont Jack Tenrec, présenté comme un garagiste-shaman écologiste appartenant à la cité dans la mer, et Hannah Dundee, une scientifique et politicienne, ambassadrice de la cité de Wassoon.

## Les albums
Aux éditions comics USA :
1. Jack Cadillac, 1988
2. Hannah Dundee, 1989
3. Xénozoïque, 1990
4. Cadillacs et Dinosaures, 1990
5. Destination Wasson !, 1991
6. Tenrec est mort !, 1993

Aux éditions Akileos :
1. Après la fin, 2006
2. Le nouveau monde, 2006

Une intégrale regroupant les deux tomes est également parue aux Éditions Akileos en 2013.

## Prix et récompenses
- 1990 : prix Eisner de la meilleure série en noir et blanc
- 1990, 1992 et 1993 : prix Harvey du meilleur dessinateur pour Mark Schultz sur Xenozoic Tales
- 1992 : prix Harvey du meilleur numéro ou de la meilleure histoire pour Xenozoic Tales #11
- 1993 : prix Eisner de la meilleure histoire courte (« Two Cities », Xenozoic Tales #12)
- 1997 : prix Harvey du meilleur encreur pour Mark Schultz sur Xenozoic Tales

## Adaptations
Cette bande dessinée a fait l'objet de plusieurs adaptations sous le nom de Cadillacs and Dinosaurs sous la forme d'une série d'animation, d'un jeu vidéo et d'un jeu de rôles.